# Zanzibar (sultanat)
Pour les articles homonymes, voir Zanzibar.
1861–1890
Entités précédentes :
- Empire d'Oman

Entités suivantes :
- Protectorat de Zanzibar

Le Zanzibar est un sultanat indépendant créé le 6 avril 1861 par séparation avec le sultanat de Mascate et Oman et passé sous influence britannique en 1890 pour former le protectorat de Zanzibar.
Le pouvoir du sultanat de Zanzibar était basé à Zanzibar située sur l'île d'Ugunja mais il contrôlait aussi l'île de Pemba et la côte de Zanguebar (actuels Sud de la Somalie, Kenya, Tanzanie et Nord du Mozambique) au plus fort de son extension territoriale. L'île de Mafia, plus au sud, ne fut jamais contrôlée par le sultanat.
Le Zanzibar vivait au début de son existence de la culture de clou de girofle et du commerce d'esclaves venus du continent africain.

## Géographie
Le sultanat de Zanzibar s'étendait sur les deux îles principales de l'archipel de Zanzibar, Pemba et Unguja, mais n'a jamais placé son emprise sur l'île de Mafia, située à 135 km plus au sud.
Au plus fort de son extension territoriale, le sultanat contrôlait Pemba et Unguja ainsi qu'une bande côtière s'étirant du nord du Mozambique actuel jusqu'au sud de la Somalie actuelle en passant par la Tanzanie et le Kenya actuels.

## Histoire

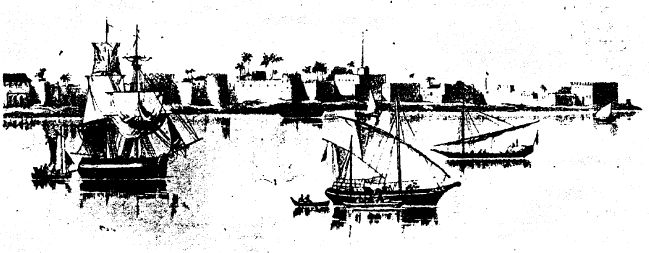
Le port de Zanzibar vers le milieu du XIXe siècle.

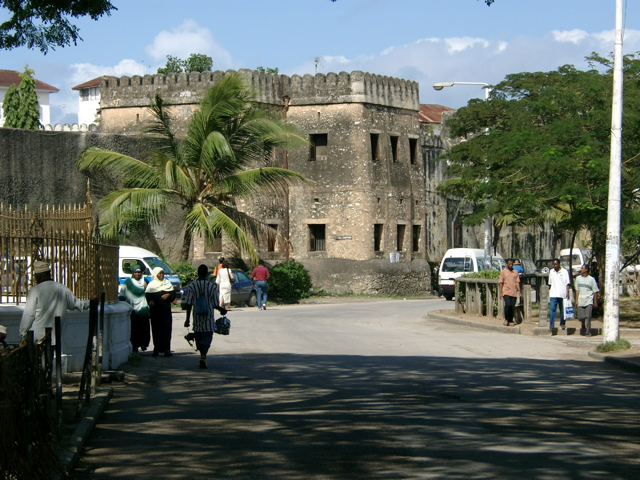
Le fort omanais de Zanzibar.

Le contrôle de Zanzibar par le sultanat d'Oman depuis Mascate remonte à 1698 lorsque celui-ci construit un fort à Zanzibar afin d'y consolider sa présence. La richesse de Zanzibar, lieu de production d'épices et de transit de diverses denrées et marchandises en direction de l'Asie et de l'Europe, attisa les convoitises et des luttes de pouvoir eurent lieu quasiment sans discontinuer.
La création du sultanat de Zanzibar est effective au 6 avril 1861 lorsque le sultanat d'Oman et de Zanzibar est séparé en deux sous l'impulsion des Britanniques. Une lutte fratricide pour le contrôle de Zanzibar servit de prétexte pour séparer les deux sultanats. Une reconnaissance franco-britannique de Majid bin Said en tant que sultan de Zanzibar scelle l'indépendance du pays bien que le roi swahili de Zanzibar, Mwinyi Mkuu, reste en place sans avoir toutefois le moindre pouvoir réel et qu'un impôt annuel reversé à Oman est établi en 1862. Mais lorsque le sultan d'Oman, Thuwaini, est assassiné en 1866, Majid bin Said, considérant le successeur comme un usurpateur, cesse de payer cet impôt.
Les conditions économiques et sociales de cette indépendance ne sont pas particulièrement favorables à l'époque car le clou de girofle est en surproduction, obligeant les producteurs arabes et swahilis à s'endetter, le nombre d'esclaves s'élève à 20 000 et une population miséreuse s'entasse dans des bidonvilles aux abords de la ville de Zanzibar. Ces mauvaises conditions de vie, dont est témoin David Livingstone, provoquent des épidémies meurtrières de choléra, de dysenterie, de variole et de paludisme qui tuent un sixième de la population de la ville de Zanzibar et 35 000 personnes dans le reste de l'île.
Le 7 octobre 1870, Barghash bin Said, de retour d'exil à la suite du décès de son frère Majid mort à 36 ans, prend la tête du sultanat. Le même mois, John Kirk, un médecin britannique, est nommé consul britannique à Zanzibar. Barghash relance alors l'économie du sultanat en restaurant les plantations de girofliers touchées par un cyclone tropical et en reprenant le commerce d'esclaves. Ce commerce ne dure finalement que trois ans et est aboli formellement en juin 1873 par la signature d'un traité avec le Royaume-Uni et ce sous la pression de John Kirk et d'un embargo britannique. Une cathédrale est alors construite à la place du marché aux esclaves devenu inutile mais cette interdiction ne stoppe pas totalement le commerce clandestin des esclaves dont le prix a fortement augmenté. Barghash est alors invité en 1875 au Royaume-Uni par John Kirk afin d'y signer officiellement le traité de la fin du commerce des esclaves. À cette occasion, il rencontre la Reine Victoria, le prince et la princesse de Galles et visite Londres, Paris et Marseille lors de son retour vers Zanzibar débuté le 15 juillet. Cette rencontre renforce les liens entre le Royaume-Uni et Zanzibar d'autant plus que le canal de Suez ouvre en 1869, facilitant le commerce entre l'Europe et l'océan Indien.

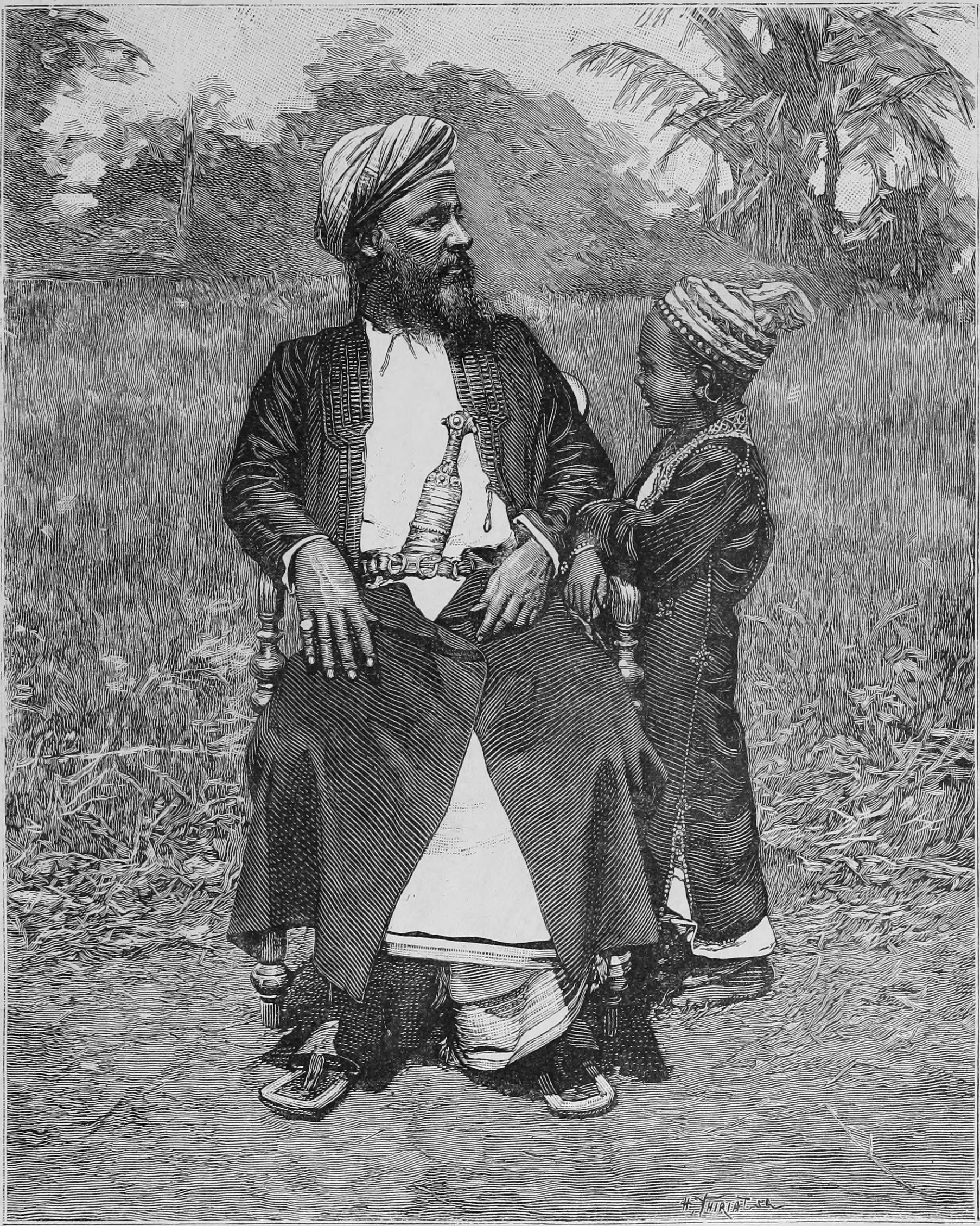
Zanzibari musulman vers 1880.

De retour à Zanzibar, Barghash décide d'accroître son pouvoir dans son sultanat. Il confie cette tâche à William Llyod Matthews qui réorganise son armée, développe l'irrigation avec la construction d'un aqueduc de six kilomètres de long, met en place une force policière, fait construire une usine à glace, des routes et développe l'urbanisation avec l'éclairage des rues, etc. Barghash, influencé par son exil en Inde, fait également construire des palais.
À partir de 1884, les terres appartenant aux chefs locaux africains et situées sur le continent commencent à être achetées par le Britannique Karl Peters en échange de la protection du Royaume-Uni et ce pour le compte du sultanat de Zanzibar. Les Allemands voyant d'un mauvais œil cette conquête territoriale qui revenait à 6 000 km2, Otto von Bismarck déclare en février 1884 à Berlin que ces terres achetées par les Britanniques feront désormais partie d'un protectorat allemand. Barghash, souhaitant un soutien du Royaume-Uni pour cette perte territoriale, ne l'obtint toutefois pas, les Britanniques ne voulant pas déclencher une guerre. En août 1885, un navire allemand accoste à Zanzibar et somme le sultan de reconnaître le protectorat allemand sur le continent. Barghash, conseillé par John Kirk, accepte finalement quelques mois plus tard. Finalement, les Britanniques, les Allemands et les Français se réunissent et signent le 1er novembre 1886 un accord sur le partage des terres entre occidentaux dans cette partie de l'Afrique : la côte de la future Tanzanie revient aux Allemands, celle du futur Kenya aux Britanniques et les Portugais obtiennent ce qui deviendra l'extrémité nord du Mozambique.
Barghash meurt à 51 ans le 27 mars 1888 de la tuberculose et de l'éléphantiasis au retour d'une convalescence passée à Oman. Deux jours plus tard, son frère, Khalifah bin Said (en), monte sur le trône du sultanat qui ne cesse de perdre de sa puissance avec le transfert par les Britanniques du centre marchand de l'Afrique de l'Est à Mombasa. L'esclavage ne constituant plus un commerce assez lucratif, Khalifa signe un traité d'abolition le 13 septembre 1889 avec le Royaume-Uni : tout individu né sur le territoire de Zanzibar acquiert alors automatiquement sa liberté. Mais le sultan meurt quelques mois plus tard et c'est un autre frère, Ali bin Said, qui prend la tête du sultanat jusqu'à sa mort en 1893. Celui-ci signe le 1er août 1890 un nouveau traité interdisant le commerce des esclaves. La seule ressource de Zanzibar devient alors l'ivoire mais celui-ci se fait lui aussi de plus en plus rare.
La lutte entre le Royaume-Uni et l'Allemagne pour l'extension territoriale de leurs colonies sur le continent se solde par la perte de souveraineté directe du sultan sur Zanzibar bien qu'il ne soit pas déposé. Ainsi, un nouveau traité, le traité de Heligoland-Zanzibar, voit l'échange de deux territoires entre les deux pays européens : les Allemands récupèrent l'archipel de Heligoland situé dans la mer du Nord en échange de quoi ils s'engagent à cesser définitivement toute vue expansionniste sur le Zanzibar qui devient ainsi un protectorat britannique. L'année suivante, le général Sir Lloyd Mathews (en) prend la tête d'un tout nouveau gouvernement constitutionnel installé à Zanzibar, inaugurant un protectorat qui perdurera jusqu'au 10 décembre 1963 avec l'indépendance du Zanzibar.

## Économie

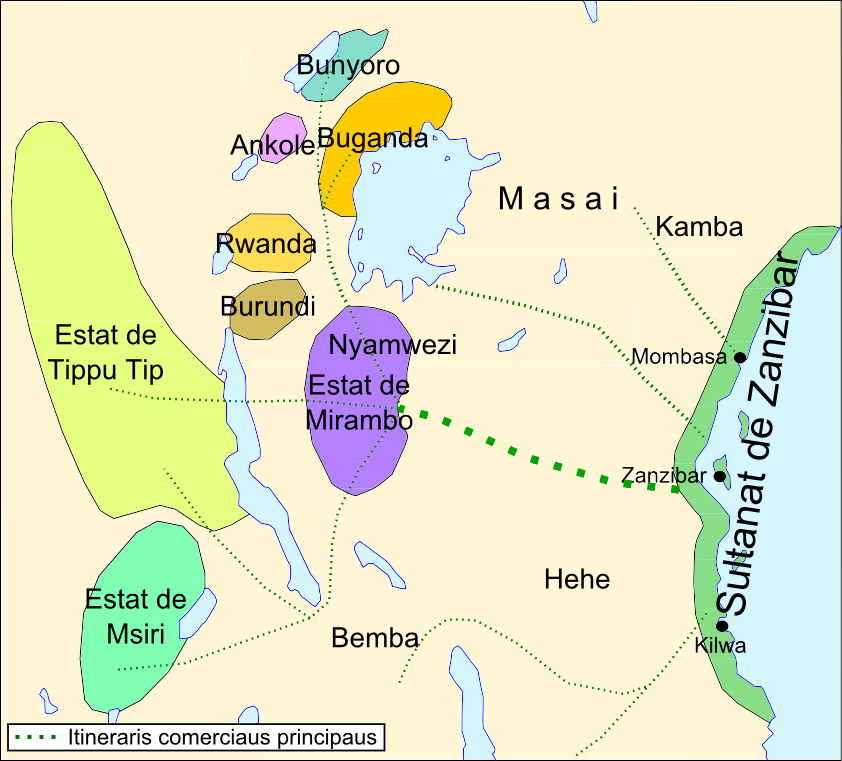
Le sultanat de Zanzibar et ses relations commerciales avec la région des Grands Lacs vers 1875.

La richesse du sultanat de Zanzibar est principalement basée sur la traite des esclaves. Pendant des siècles, Zanzibar développe activement ce commerce destiné à ravitailler en main d'œuvre ses plantations de girofliers et de cocotiers mais surtout à exporter les esclaves vers tous les États du golfe Persique. Dominant une grande partie de l'Ouest de l'océan Indien, les marchands omanais jouent un rôle clé dans ce commerce. La population autochtone africaine étant jugée comme faisant de bons esclaves, les tribus africaines locales dominantes, coopérant avec les Arabes, mènent très régulièrement des expéditions vers l'intérieur de l'Afrique de l'Est afin d'y capturer hommes et femmes. Peu à peu, des caravanes s'avancent plus à l'intérieur du continent et traversent le lac Tanganyika pour s'approvisionner en esclaves au Congo.
Il faut attendre le XIXe siècle et des traités internationaux signés sous l'impulsion du Royaume-Uni pour que cette traite soit interdite et que l'esclavage soit réprimé puis aboli après de féroces luttes. La famille régnante zanzibarie et les sultans d'Oman reçoivent alors du Royaume-Uni des compensations pour ce marché perdu. Une fois le commerce d'esclaves interdit, les sultans de Zanzibar se rabattent sur celui de l'ivoire bien qu'il ne soit pas aussi lucratif. Les caravanes des trafiquants pénètrent alors jusqu'au fleuve Congo et à l'est du Congo où l'on parle actuellement le swahili pour rechercher les précieuses défenses. L'or est aussi une autre richesse de Zanzibar.
Les Indiens ne commencent à s'établir dans le sultanat qu'au début du XIXe siècle, se cantonnant surtout dans le négoce, l'import-export et l'administration civile des sultans. Les Arabes se concentrent quant à eux sur le trafic d'esclaves, l'ivoire et les propriétés agricoles d'exportation (giroflier, cocotier). Des maisons de commerce étrangères britanniques, françaises et allemandes s'y installent pour acheter les marchandises aux Arabes, notamment aux Omanais et aux Yéménites.

## Politique

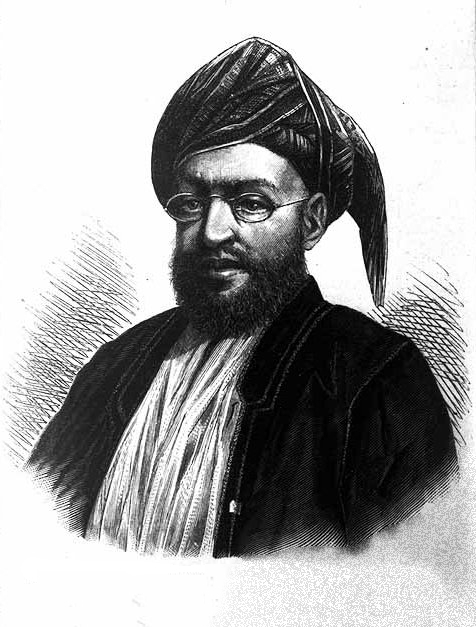
Khalifah bin Said, sultan de Zanzibar de 1888 à 1890.

Le premier sultan de Zanzibar est Said bin Sultan Al-Busaid qui règne de 1806 à 1856. Il est suivi par 
- Majid bin Said de 1856 à 1870 sous le règne duquel Zanzibar devient un sultanat indépendant, puis
- Barghash bin Said de 1870 à 1888 et
- Khalifah bin Said (en) de 1888 à 1890.

Ce dernier a des successeurs mais ils gouvernent dans le cadre du protectorat qui est instauré par les Britanniques et qui succède au sultanat en 1890.